# Campanula elatinoides
Campanula elatinoides là loài thực vật có hoa trong họ Hoa chuông. Loài này được Moretti mô tả khoa học đầu tiên năm 1822.